# Fergalicious
Fergalicious è il secondo singolo estratto dall'album di debutto di Fergie, The Dutchess. Il titolo è una fusione tra la parola Fergie e la parola Delicious, che letteralmente in italiano vorrebbe dire "fergaliziosa", mentre la base musicale è costituita da vari campionamenti delle canzoni Supersonic delle J.J. Fad e Give It All You Got degli Afro-Rican. Ad oggi registra 6 074 619 copie vendute.

## Descrizione
Al brano partecipa anche il compagno dei Black Eyed Peas nonché produttore esecutivo dell'album Will.i.am. Il singolo non è stato pubblicato ufficialmente in Italia né nel Regno Unito, dove è stato diffuso solamente un anno dopo, come doppia A-side in cui era incluso anche Clumsy, ma nonostante ciò, il singolo è riuscito a raggiungere la posizione #26 nella UK Official Download Chart.
Il 4 dicembre 2006 Fergie e will.i.am hanno eseguito la canzone ai Billboard music awards e nei Big In '06 Awards.
Il video di Fergalicious ha vinto il premio "video più sexy" degli MTV Australia Video Music Awards e come "Best International Video - Artist" agli Much Music Video Awards.

## Classifica
La canzone ha raggiunto la posizione #2 nella Billboard 100, alle spalle di Beyoncé con la sua Irreplaceable, ma tuttavia è riuscita a raggiungere la posizione #1 della Billboard pop 100. Infatti la canzone ha avuto un enorme successo come singolo digitale venendo certificata 10 dischi di platino per le vendite digitali e ha raggiunto il record di 295 000 copie (digitali) vendute in una settimana.

## Classifiche
| Classifica (2006)                    | Posizione raggiunta |
| ------------------------------------ | ------------------- |
| Australian ARIA Singles Chart        | 4                   |
| Belgium Top 50 Singles               | 11                  |
| Euro 200                             | 9                   |
| Finland Singles Chart                | 3                   |
| France Singles Chart                 | 15                  |
| Italia (FIMI)                        | 44                  |
| Ibero-America Top 100                | 3                   |
| Latin America Airplay Chart          | 3                   |
| Latin America Top 40                 | 6                   |
| New Zealand RIANZ Singles Chart      | 5                   |
| Norway Singles Chart                 | 1                   |
| Philippine Top Hits                  | 3                   |
| Polish Singles Chart                 | 50                  |
| Russian Airplay Chart                | 1                   |
| Swedish Charts                       | 1                   |
| U.S. Billboard Hot 100               | 2                   |
| U.S. Billboard Pop 100               | 1                   |
| U.S. Billboard Hot R&B/Hip-Hop Songs | 71                  |